# Cobubatha inquaesita
Cobubatha inquaesita är en fjärilsart som beskrevs av Barnes och Benjamin 1924. Cobubatha inquaesita ingår i släktet Cobubatha och familjen nattflyn. Inga underarter finns listade i Catalogue of Life.